# Vlădești (Vâlcea)
Pour les articles homonymes, voir Vlădești.
Vlădești est une commune du județ de Vâlcea en Roumanie.